# Bittacus flavescens
Bittacus flavescens är en näbbsländeart som beskrevs av Johann Christoph Friedrich Klug 1838. Bittacus flavescens ingår i släktet Bittacus och familjen styltsländor. Inga underarter finns listade i Catalogue of Life.